# Elphos exalbata
Elphos exalbata là một loài bướm đêm trong họ Geometridae.